# Tyrese Gibson
 (septembre 2024).
La mise en forme du texte ne suit pas les recommandations de Wikipédia : il faut le « wikifier ».
Les points d'amélioration suivants sont les cas les plus fréquents. Le détail des points à revoir est peut-être précisé sur la page de discussion.
- Les titres sont pré-formatés par le logiciel. Ils ne sont ni en capitales, ni en gras.
- Le texte ne doit pas être écrit en capitales (les noms de famille non plus), ni en gras, ni en italique, ni en « petit »…
- Le gras n'est utilisé que pour surligner le titre de l'article dans l'introduction, une seule fois.
- L'italique est rarement utilisé : mots en langue étrangère, titres d'œuvres, noms de bateaux, etc.
- Les citations ne sont pas en italique mais en corps de texte normal. Elles sont entourées par des guillemets français : « et ».
- Les listes à puces sont à éviter, des paragraphes rédigés étant largement préférés. Les tableaux sont à réserver à la présentation de données structurées (résultats, etc.).
- Les appels de note de bas de page (petits chiffres en exposant, introduits par l'outil «  Source ») sont à placer entre la fin de phrase et le point final[comme ça].
- Les liens internes (vers d'autres articles de Wikipédia) sont à choisir avec parcimonie. Créez des liens vers des articles approfondissant le sujet. Les termes génériques sans rapport avec le sujet sont à éviter, ainsi que les répétitions de liens vers un même terme.
- Les liens externes sont à placer uniquement dans une section « Liens externes », à la fin de l'article. Ces liens sont à choisir avec parcimonie suivant les règles définies. Si un lien sert de source à l'article, son insertion dans le texte est à faire par les notes de bas de page.
- La présentation des références doit suivre les conventions bibliographiques. Il est recommandé d'utiliser les modèles {{Ouvrage}}, {{Chapitre}}, {{Article}}, {{Lien web}} et/ou {{Bibliographie}}. Le mode d'édition visuel peut mettre en forme automatiquement les références.
- Insérer une infobox (cadre d'informations à droite) n'est pas obligatoire pour parachever la mise en page.

Pour une aide détaillée, merci de consulter Aide:Wikification.
Si vous pensez que ces points ont été résolus, vous pouvez retirer ce bandeau et améliorer la mise en forme d'un autre article.
 (septembre 2024).
Si vous disposez d'ouvrages ou d'articles de référence ou si vous connaissez des sites web de qualité traitant du thème abordé ici, merci de compléter l'article en donnant les références utiles à sa vérifiabilité et en les liant à la section « Notes et références ».
Pour les articles homonymes, voir Gibson.
Tyrese Gibson, ou simplement Tyrese, est un chanteur de R'n'B, acteur et mannequin américain, né le 30 décembre 1978 dans le quartier de Watts à Los Angeles.

## Biographie

### Jeunesse
Tyrese Darnell Gibson est né à Watts, un quartier de Los Angeles où il a suivi ses études dans la grande école de Locke.
Sa carrière a commencé quand il se fit remarquer à un spectacle de talents, à l'âge de quatorze ans.

### Carrière dans la musique
En 1997 il apparait dans une publicité de Coca-Cola où il chante dans un bus.
Son premier album musical est devenu disque de platine et son second album, 2000 Watts, s'est inspiré de l'organisation d'aide pour les jeunes en difficulté qu'il a découvert.
En octobre 2011, sort son 5e album Open Invitation. Le premier single est I gotta chick en featuring avec Rick Ross. Sort en Stay dans lequel on peut apercevoir Taraji P. Henson (sa compagne dans Baby Boy). Les titres Too Easy ft. Ludacris et Nothing on You suivent par la suite.

### Carrière cinématographique
En 2001, Tyrese Gibson joue Jody dans le film Baby Boy. 
Les années suivantes, Gibson est apparu dans 7 Fast and Furious (Fast and Furious 2, 5, 6, 7,  8, 9 et 10) (2003, avec Paul Walker avec qui il a fait équipe durant tout le film), tout comme dans Le Vol du Phenix (2004), Waist Deep (aux côtés de Larenz Tate et The Game) (2005), Quatre Frères (2005) et Annapolis en 2006.
En mars 2010, il apparait dans le vidéoclip de la chanson Telephone de Lady Gaga et Beyoncé.

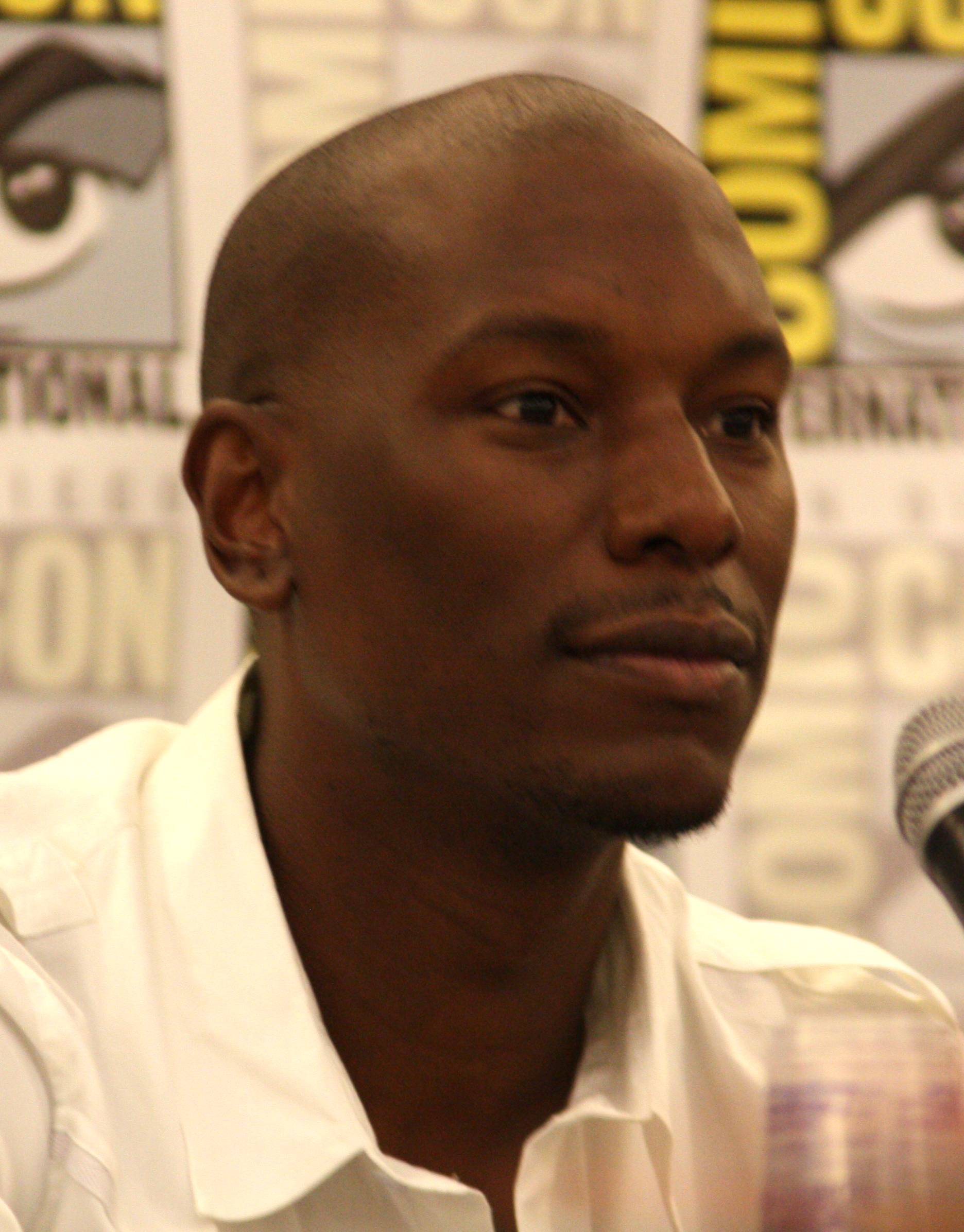
L'acteur au Comic-Con de San Diego en 2009.

Il a également fait apparition dans le clip Love de Keyshia Cole ainsi que dans le clip Entourage d'Omarion. Il a aussi tourné dans Course à la mort avec Jason Statham et Natalie Martinez, et Transformers, Transformers 2 : La Revanche et Transformers 3 : La Face cachée de la Lune aux côtés de Shia LaBeouf, Megan Fox et Josh Duhamel sous la direction de Michael Bay.
En mars 2019, Tyrese Gibson a rejoint Jared Leto dans Morbius, le spin-off de Spider-Man.
Le 2 février 2024, il est à l’affiche du film Bosco, ayant pour vedettes Thomas Jane et Vivica A. Fox.

### Vie personnelle
Entre 2007 et 2009, il a été marié à Norma Mitchell. Ensemble, ils ont eu une fille nommée Shayla Gibson,  née le 11 juillet 2007. 
Le 14 février 2017, il épouse en secondes noces Samantha Lee. Leur fille, Soraya Lee Gibson est née le 1er octobre 2018.

## Discographie

### Albums
- 1998 : Tyrese (RCA Records)
- 2001 : 2000 Watts (RCA Records)
- 2002 : I Wanna Go There (J Records)
- 2006 : Alter Ego (J Records)
- 2011 : Open Invitation
- 2015 : Black Rose

### Singles
- 1999 : Sweet Lady
- 1999 : Nobody Else
- 2001 : I Like Them Girls
- 2003 : How You Gonna Act Like That
- 2006 : Pulling Me Back (ft. Chingy)
- 2007 : One
- 2011 : Too Easy (ft. Ludacris)
- 2011 : I Gotta Chick (ft. Tyga & R.Kelly)
- 2011 : Stay
- 2013 : Best of me

### Collaborations
- Baby Boy (OST)
- The Best Man (OST)
- Blue Streak (OST) 1999
- Brian McKnight -"U Turn"
- Da Brat -"Unrestricted"
- 2 Pac -"Better Dayz"
- Tha Down Low (Various Artists)
- Body And Soul:sexy Soul Men (Various Artists)
- Clip[Quoi ?] de Telephone de Lady Gaga featuring Beyoncé
- Clip[Quoi ?] de Beautiful de Akon featuring Kardinal Offishall et Colby O'Denis
- Da Brat- "What'Chu Like"
- Clip[Quoi ?] de Gold Rush de Clinton Spark featuring 2Chainz, Macklemore et D.A

## Filmographie
Sauf indication contraire, les informations mentionnées dans cette section peuvent être confirmées par les bases de données cinématographiques  présentes dans la section « Liens externes ».

### Cinéma
- 2001 : Baby Boy de John Singleton : Joseph « Jody » Summers
- 2003 : 2 Fast 2 Furious de John Singleton : Roman Pearce
- 2004 : Le Vol du Phénix de John Moore : A.J.
- 2005 : Quatre Frères de John Singleton : Angel Mercer
- 2005 : Annapolis de Justin Lin : Lieutenant Cole
- 2006 : Waist Deep de Vondie Curtis-Hall : Otis « O2 »
- 2007 : Transformers de Michael Bay : le Sergent de l'USAF Robert Epps
- 2007 : The Take de Brad Furman : Adell Baldwin
- 2008 : Course à la mort de Paul W. S. Anderson : Machine-Gun Joe
- 2009 : Transformers 2 : La Revanche de Michael Bay : Sergent Robert Epps
- 2010 : Légion - L'Armée des Anges de Scott Charles Stewart : Kyle Williams
- 2011 : Fast and Furious 5 de Justin Lin : Roman Pearce
- 2011 : Transformers 3 : La Face cachée de la Lune de Michael Bay : sergent Robert Epps
- 2013 : Fast and Furious 6 de Justin Lin : Roman Pearce
- 2013 : Black Nativity de Kasi Lemmons : Tyson
- 2015 : Fast and Furious 7 de James Wan : Roman Pearce
- 2016 : Mise à l'épreuve 2 de Tim Story : Mayfield
- 2017 : Fast and Furious 8 de F. Gary Gray : Roman Pearce
- 2019 : Dirty Cops (ou Black & Blue) de Deon Taylor : Milo "Mouse" Jackson
- 2020 : Les Chroniques de Noël 2 de Chris Columbus :  Bob Booker
- 2021 : Fast and Furious 9 de Justin Lin : Roman Pearce
- 2021 : Rogue Hostage (en) de Jon Keeyes : Kyle Snowden
- 2021 : Dangerous de David Hackl : le shérif McCoy
- 2022 : Morbius de Daniel Espinosa : agent Simon Stroud
- 2022 : Savage de Dallas Jackson : Terry Savage
- 2023 : Fast and Furious 10 de Louis Leterrier  : Roman Pearce
- 2024 : 1992 d'Ariel Vromen : Mercer

### Séries télévisées
- 1996 : Cooper et nous (Hangin' with Mr. Cooper) (série télévisée) - Saison 4, épisode 15 : Darrell
- 1997 : Martin (série télévisée) - Saison 5, épisode 21 : Dante
- 1998 : The Parent 'Hood (en) (série télévisée) - Saison 4, épisode 22 : Coop
- 2000 : Moesha (série télévisée) - Saison 6, épisode 11 : Troy
- 2000 : Love Song (téléfilm) de Julie Dash : Mad Rage / Skip
- 2016-2017 : Star (série télévisée) : Pasteur Bobby Harris

## Distinctions
Sauf indication contraire, les informations mentionnées dans cette section peuvent être confirmées par les bases de données cinématographiques  présentes dans la section « Liens externes ».

### Nominations
- NAACP Image Awards 2002 : meilleur acteur dans Baby Boy
- Teen Choice Awards 2015 : meilleure alchimie à l'écran avec Vin Diesel, Paul Walker, Dwayne Johnson et Ludacris dans Fast & Furious 7

## Voix francophones
En version française, Bruno Henry est la voix régulière de Tyrese Gibson. Il le double notamment dans Baby Boy, Fast and Furious, Le Vol du Phœnix, Quatre frères, Transformers, Course à la mort, Légion ou encore Star. Dans Les Chroniques de Noël 2, Jean-Michel Vaubien s'occupe des dialogues chantés.
Parallèlement, l'acteur est doublé par Gilles Morvan dans Waist Deep : Au cœur des gangs, Claudio Dos Santos dans Black Nativity, Erwin Grünspan dans Mise à l'épreuve 2 et Daniel Lobé dans Morbius.
En version québécoise, Thiéry Dubé le double dans Rapides et Dangereux 2, Quatre Frères et Course à la mort. Patrick Chouinard le remplace dans la franchise Rapides et Dangereux et retrouve l'acteur dans Transformers et Noire et flic.